# Stompin’ at the Savoy
Stompin’ at the Savoy ist ein Jazzstandard von 1934, den Edgar Sampson komponiert hat, der aber häufig Chick Webb und Benny Goodman zugeschrieben wird, die den Song bekannt machten. Der erst 1936 entstandene Text stammt von Andy Razaf.

## Hintergrund
Stompin’ at the Savoy bezieht sich auf den Savoy Ballroom in Harlem, New York City, der von 1926 bis 1958 bestand. Er befand sich in der Lenox Avenue 596, zwischen der West 140th und 141st Street, und verfügte über eine etwa Tausend Quadratmeter große Tanzfläche, die für Tanzpaare sehr attraktiv war. Der Lindy Hop wurde in diesem damals sehr angesagten Ballsaal populär gemacht. Ab 1927 gab es im Savoy Ballroom Wettbewerbe zwischen Jazzbands. Chick Webb nahm mit seinen Harlem Stompers schon am ersten dieser Wettbewerbe teil. In den nächsten Jahren galt Chick Webb und sein Orchester mit seinen Erfolgen über Bands von Konkurrenten wie Fletcher Henderson, Teddy Hill, Count Basie oder Benny Goodman als „König des Savoy“.
Als Edgar Sampson 1933 zum Orchester von Chick Webb stieß, hatte er bereits sieben Jahre lang als Jazzmusiker gespielt. Aber erst bei Webb baute der Altsaxophonist seine Fähigkeiten als Komponist und Arrangeur aus. Sein erster Titel war Blue Lou (1933); dann brachte er ein neues Arrangement eines Instrumentalstücks, das er bereits zuvor geschrieben hatte und das nun Stompin’ at the Savoy genannt wurde. Sampson hatte den Song verfasst, als er 1933 mit dem Orchester von Rex Stewart im Empire Ballroom auftrat. Dort wurde es als Erkennungsmelodie der Band verwendet, bis sich die Band auflöste.
Chick Webb nahm Stompin’ at the Savoy am 18. Mai 1934 mit seinem Orchester auf. Es wurde Webbs zweiter großer Hit, nach I Can't Dance (I Got Ants in My Pants).

## Besonderheiten des Songs
Zumeist wird Stompin’ at the Savoy in der Tonart Des-Dur gespielt. Das Stück ist in der Liedform AABA verfasst. Die Melodie arbeitet mit Call-and-Response bei einer langsamen harmonischen Bewegung über ausgehaltenen Tönen, aus der sich mehrfach überschwängliche, sich schnell bewegende, weitreichende Motive entwickeln. Der A-Teil verwendet hauptsächlich Sprünge; auf eine aufwärts gerichtete Terz folgt ein sechstöniges Motiv, das eine Quinte nach oben springt, von einem tieferen Nachbarton ausgeht und dann wieder auf die verzierte sechste Skalenstufe zurückfällt. Der B-Teil enthält eine Reihe von abwärts gerichteten Sekunden mit eingestreuten Sprüngen nach oben, gefolgt von einem absteigenden Tetra-Akkord. Der A-Teil entfernt sich folglich nie weit von der Akkordfolge Tonika-Dominantseptakkord-Tonika, während der B-Teil ein Quintenzyklus ist, der auf der Subdominanten beginnt und mit chromatischen Verzierungen geschmückt ist. Letztlich ist das Stück eine „Kreuzung zwischen einem Popsong und einer Riff-basierten Jam-Notation“, was für Ted Gioia auch erklärt, dass es immer noch „genug Pep und Wiedererkennung“ hat und daher auch heute noch gelegentlich gespielt wird.

Benny Goodman – Stompin’ at the Savoy

Razaf greift die Besonderheiten der Komposition in seinem Text auf und wechselt die Sicht, aus der erzählt wird, während der Song durch die AABA-Form fortschreitet: Im ersten A-Teil ist das Thema der Savoy Ballroom. Jede der drei Zeilen beginnt mit „Savoy“ und endet mit einer schmeichlerischen Beschreibung wie „the home of sweet romance“. Der zweite A-Teil wechselt zur angesungenen Person und beginnt jede Zeile mit „Your“. Wieder werden die Zeilen mit Komplimenten abgeschlossen, wie „lips so warm and sweet as wine“. Der B-Teil wechselt zur ersten Person, „How my heart is singing...“, und der letzte A-Teil kombiniert alle drei Perspektiven und endet mit „Savoy, let me stomp away with you.“

## Coverversionen
Bennie Goodman und Ozzie Nelson gingen 1936 mit ihren Bigbands ins Studio, um Stompin’ at the Savoy aufzunehmen; sechs Wochen vor Goodmans Version erschien die Einspielung von Nelson. Ende 1936 nahm Goodman das Stück auch mit seinem Quartett auf; diese Version war besonders erfolgreich. Das Stück chartete so, immer in einer Instrumentalversion, mehrfach in den amerikanischen Hits:
- Chick Webb und Orchester (1934, Platz 10)
- Ozzie Nelson und Orchester (1936, Platz 12)
- Benny Goodman und Orchester (1936, Platz 11)
- Chick Webb and His Orchestra (1936, Neuauflage seines 1934er Hits, #18)
- Benny Goodman Quartet (1937, #4)

Bob Crosby nahm mit seinem Orchester und Sängerin Judy Garland 1936 eine erste Vokalversion auf, die allerdings nicht in die Charts kam; im selben Jahr versuchten auch die Ink Spots ihr Glück. Viele Instrumentalisten der Swing-Ära nahmen in den 1930er und 1940er Jahren bemerkenswerte Soli zu Stompin’ at the Savoy auf, so dass die Nummer auch als eine Hymne der Swing-Ära gilt. Besonders zu erwähnen ist eine Aufnahme von Art Tatum aus dem Jahr 1941 mit einer kleinen Gruppe, gleichfalls herausragend eine frühe Live-Aufnahme, die den Gitarristen Charlie Christian im selben Jahr in einer Jam-Session dokumentierte.
Ella Fitzgerald sang den Titel vor allem in ihrer Zeit als Sängerin bei Chick Webb in der zweiten Hälfte der 1930er Jahre. Unter den Gesangsversionen ist das Duett von ihr mit Louis Armstrong von 1957 (Ella & Louis Again) besonders zu erwähnen, wobei sie angeblich nur auf Armstrongs Bitten den Song wieder interpretierte.

### Weitere Fassungen (Auswahl)
- Karrin Allyson, Azure-Té, 1995
- Ella Fitzgerald & Oscar Peterson Ella at the Opera House, 1957
- Clifford Brown & Max Roach, Brown and Roach Incorporated, 1954[4][6]
- Eddie Daniels, Swing Low Sweet Clarinet, 1999[4]
- Paquito D’Rivera & WDR Big Band, Benny Goodman Revisited, 2010
- Esquire All Stars, 1944[4]
- Art Farmer, Live at the Half-Note, 1963[2]
- Erroll Garner, 1949[2]
- Roy Haynes, Love Letters (mit John Scofield und Dave Holland)[4]
- Ahmad Jamal, Ahmad’s Blues, 1958[2]
- Simone Kopmajer, Spotlight on Jazz, 2018
- Anita O’Day, Pick Yourself Up with Anita O’Day, 1956
- Joe Pass, 1990[2]
- Art Pepper, Modern Art, 1956[4]
- Henri Salvador, Plays the Blues, 1956
- Maxine Sullivan, A Tribute to  Andy Razaf, 1956,[2]
- Art Tatum, The Art Tatum Solo Masterpieces Volume 5, 1953[4]
- Steve Turre, TNT Trombone N Tenor[2]